# 10mo
10mo（トモ、2月6日 - ）は、日本の漫画家。血液型はB型。別名義に夢川智久。
『ドラゴンエイジピュア』にてVol.12（2008年08月20日） - Vol.15まで、『月刊ドラゴンエイジ』にて2009年3月号から2013年1月号まで『生徒会の一存』の漫画版を連載した。2015年からはタイトー制作のソーシャルゲームのアイドル作品である『アイドルクロニクル』のコミック作品の連載を『ヤングエース』2015年5月号（2015年4月4日）より担当。
2020年7月から、六志麻あさ原作の『愛弟子に裏切られて死んだおっさん勇者、史上最強の魔王となって生き返る』を連載開始。

## 作品リスト
漫画
- 生徒会の一存
（2008年 - 2012年、ドラゴンエイジピュア→月刊ドラゴンエイジ、富士見書房）
単行本全8巻 - 原作：『生徒会の一存』シリーズ（葵せきな、富士見ファンタジア文庫、富士見書房）
- アイドルクロニクル
（2015年 - 2016年、ヤングエース 、KADOKAWA 角川書店BC）
単行本全2巻 - 原作：タイトー
- 愛弟子に裏切られて死んだおっさん勇者、史上最強の魔王となって生き返る
（2020年開始、WEBコミックガンマぷらす）
単行本1～3巻、夢川智久名義、原作：六志麻あさ

イラスト
- IS 〈インフィニット・ストラトス〉 2 ウィークリー応援イラストリレー 第2話担当（2013年）